# Allan Owens
Allan Owens és un professor, investigador i pedagog teatral especialitzat en l'ús de les arts escèniques en contextos organitzacionals interculturals i socials. En particular els seus "pretextos dramàtics" són un dels pilars, junt amb el teatre de l'oprimit del teatre social a fins del segle XX i al segle xxi. Owens proposa pautes per a crear i improvisar obres dramàtiques amb fins socials i educatious (aprenentatge escolar de llengües i a la secundària totes les matèries en general).
Els seus pretextos, i mètodes en general, s'apliquen al teatre en empreses privades i organitzacions en general, la interculturalitat de les arts escèniques i l'ús d'aquestes en entorns informals per a desenvolupar l'interès social i polític en els joves. A Espanya és conegut sobretot per la seva feina a les presons.